# Puyo Puyo
Puyo Puyo (ぷよぷよ)

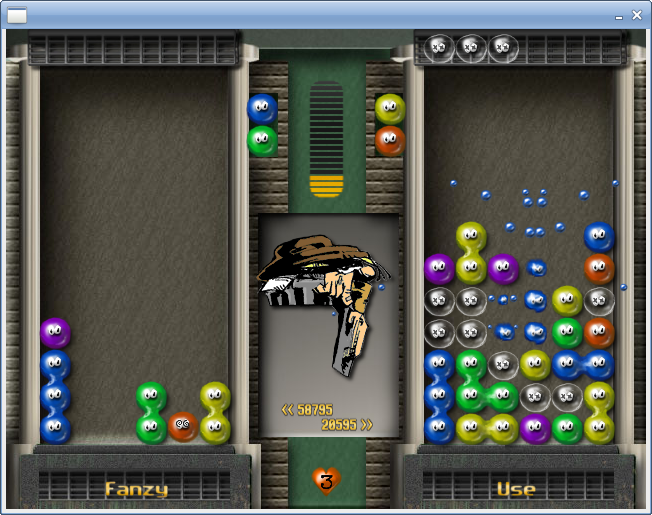
FloboPuyo, um clone do jogo PuyoPuyo.

é um jogo eletrônico de quebra-cabeças da série Puyo Puyo, derivado de Columns, sendo desenvolvido por Compile; e lançado em 1991 no MSX2 e noFamicom Disk System. A Sega comercializou uma versão arcade em 1992, que se tornou o jogo mais popular do gênero no Japão, antes da chegada de Street Fighter 2. Esta versão é adaptada para funcionar com vários sistemas da família.
As personagens deste jogo apareceram em um roguelike do mesmo desenvolvedor de Madou Monogatari, que nunca foi lançado fora do Japão.
O sucesso deste jogo levou a uma série de sequências, inspirando outras séries de jogos, causando a difusão do termo "Puyo Puyo-like". Uma sequência foi lançada sob o nome de Puyo Puyo 2.

## Sistema de jogo
O jogador possui peças, consistindo de dois puyos (bolhas, gotas ou feijões), cujas respectivas cores são aleatórias. É possível girar as peças em seu próprio eixo e movê-las lateralmente. O puyos se colam entre eles (verticalmente ou horizontalmente) quando são da mesma cor. Deve-se reunir pelo menos quatro para que eles desapareçam. O jogo obedece a leis de aceleração da gravidade: os blocos que repousam sobre o "nada" caem. Este elemento de Jogabilidade permite principalmente fazê-los desaparecer em uma linha de muitos grupos de blocos (sequências ou combos), que concedem muito mais pontos ao jogador. Como no Tetris, o jogo acelera gradualmente, até a derrota do jogador quando as peças vierem a transbordar a parte superior da tela.
Ao contrário de seus antepassados (Tetris, Columns), o jogo é enfaticamente pensado para o modo duelo, possibilitando o combate entre outros jogadores ou contra personagens controlados por inteligência artificial. O interesse desses modos de jogo é que a maioria dos combos feitos pelo jogador são longos, mas o adversário recebe os blocos cinzas (ou ojyama puyos, que significa literalmente puyos volumosos ou irritantes) que vêm na pilha sobre suas próprias linhas. É o suficiente para preparar rapidamente uma sequência para que o adversário seja submerso por uma onda de puyos.
Na ocasião do aniversário de 15 anos de Puyo Puyo, a Sega ofereceu a demo da versão para PC (em japonês) gratuitamente.

## Versões
A 1ª versão disponível fora do Japão foi comercializada pela SEGA em 1993 no Mega Drive, Master System e Game Gear, sob o nome de Dr. Robotnik's Mean Bean Machine. Ela usa o universo do desenho animado de Adventures of Sonic the Hedgehog.
As primeiras versões lançadas no MSX2 e Famicom Disk System são versões menos conhecidas, uma vez que são bastante diferentes das versões arcade, Mega Drive, Super Nintendo, PC Engine, PC, Game Gear, Master System e Game Boy.
A versão de Super Famicom, publicada pela Banpresto, foi lançada em 10 de dezembro de 1993 no Japão, sob o título de Super Puyo Puyo (す〜ぱ〜 ぷよぷよ Sūpā Puyo Puyo). A fim de melhorar o conhecimento do jogo fora do Japão, decidiram adaptá-lo, integrando-o em um universo já bem conhecido entre os jogadores: o de Kirby. Foi lançada assim na versão europeia do console (Super Nintendo) em 1 de fevereiro de 1995, sob o nome de Kirby's Ghost Trap; e no dia 25 de abril do mesmo ano, na versão americana do console (Super NES), sob o nome de Kirby's Avalanche.
A versão para  PC Engine foi lançada em 22 de abril de 1994, somente no Japão. Comercializada sob o título Puyo Puyo CD, o jogo foi oferecido no formato Super CD-ROM².

## Recepção
- Edge = 7 / 10 (SNES)[3]